# Konference OSN o obchodu a rozvoji
Konference OSN o obchodu a rozvoji (anglicky United Nations Conference on Trade and Development, zkratka UNCTAD) je jednou z odborných organizací OSN.
Byla ustanovena Valným shromážděním OSN v roce 1963. Řeší otázky hospodářské a obchodní spolupráce. Současný počet členů 193 a její sídlo je ve švýcarské Ženevě.
Programy UNCTAD jsou zaměřeny na rozvoj obchodu, obchodní a celní politiku, surovinovou politiku a rozmach rozvojových zemí a jejich ekonomickou integraci.